# 살로메

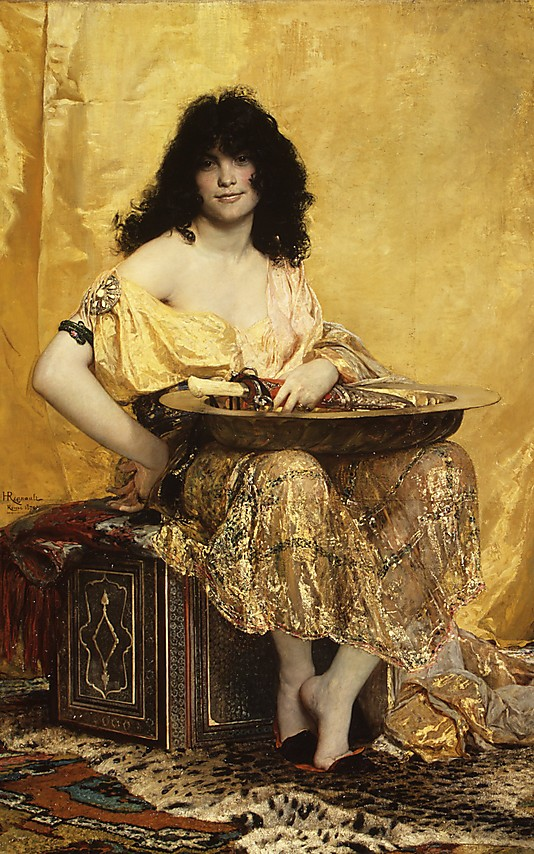
앙리 르뇨의 그림 살로메. 1870년 작품.

살로메(히브리어: שלומית‎, 14년 출생 추정 - 62년에서 73년 사이 사망)는 신약성서에 등장하는 인물이며, 전통적으로 헤로디아의 딸로 여긴다. 살로메 3세로도 호칭된다.

## 역사기록상의 살로메
요세푸스 기록에 따르면, 살로메의 아버지는 헤로데 빌립보 2세(신약성서 마태복음서(14:3), 마가복음서(6:17)에 빌립으로 묘사한 인물)로 헤로데 대왕과 그의 세 번째 부인 미리암의 아들이고, 어머니는 유명한 헤로디아로 대제사장 시몬의 딸이었다.
살로메는 2번 결혼했는데, 첫 번째 결혼은 헤로데 대왕의 아들인 헤로데 빌립보 1세로 트라코니티아의 분봉왕이었다. 이 첫 번째 결혼에서 헤로데 빌립보 1세가 자식이 없이 죽자 두 번째로 칼리스의 아리스토불루스(헤로데 대왕의 증손자로 칼키스의 헤로데의 아들)와 결혼했고, 세 아들을 두었다.
이 칼키스의 아리스토불루스와 살로메의 초상이 새겨진 동전이 다수 발견되었다.

## 성서 속의 살로메
신약성서에는 '살로메'라는 이름이 직접적으로 나오지만, 여기서 다루는 살로메와는 동명이인이다. 왜냐하면 복음서에서 말하는 살로메는 세베대의 아내로서 사도인 야고보와 요한의 어머니이다. 그녀는 예수의 십자가처형의 현장에 있었고 나중에 예수의 빈무덤을 확인하였다.
본 문서에서 다루는 살로메는 마태복음서(제14장)과 마가복음서(제6장)에 묘사되어 있는데 '헤로디아의 딸' 또는 '여자아이'로만 기록되어 있고 이름은 없이 나온다.
이야기의 주된 내용은 아래와 같다.
헤로데 안티파스와 헤로디아가 결혼하자 세례자 요한은 이를 강하고 공개적으로 비난한다. 안티파스와 헤로디아는 세례자 요한을 죽이려고 하지만 그를 따르는 무리가 많아 옥에 가두기만 하고 감히 처형을 하지는 못했다.
그러던 차, 헤로데 안티파스의 생일을 맞아 연회가 벌어졌을 때 헤로디아의 딸(살로메)는 아름다운 춤을 추었고 이에 고무된 헤로데 안티파스는 헤로디아의 딸에게 무슨 소원이든지 들어준다고 약속한다. 이에 헤로디아의 딸은 어머니의 사주를 받아 요한의 목을 쟁반에 담아 줄 것을 요구하고 결국 안티파스는 곧바로 요한을 처형했다.. 그러나 그 딸의 이름이 살로메라고 밝히지는 않고 있다.
그러나 당시의 역사가 요세푸스의 기록에 따르면, 세례자 요한의 처형은 정치적인 이유라고 한다. 세례자 요한은 온전한 덕성과 가르침으로 유대 민중의 신망을 받고 있었고, 그를 따르는 군중이 많아지자 헤로데 안티파스는 민중봉기의 두려움을 느꼈다. 그래서 세례자 요한이 봉기를 일으키기 전에 먼저 선수쳐서 요한을 제거하기로 결정하고 그를 마르켈누스 성채로 붙잡아와서 처형했다고 기록하고 있다.

## 예술작품 속에 묘사된 살로메
헤로데 안티파스와 헤로디아, 그녀의 딸 살로메와 세례자 요한의 처형에 대한 이야기는 이후 수많은 예술가들에게 영감을 주었다. 또한 회화의 주제, 소설, 희곡, 오페라 등 수많은 작품속에 묘사되었다.
그중 유명한 것은 아래와 같다.
- 헤로디아드(Hérodiade) - 쥴 마시네의 오페라
- 헤로디아스(Hérodias) - 귀스타브 플로베르의 소설
- 살로메 (희곡) - 오스카 와일드의 희곡
- 살로메 (오페라) - 리하르트 슈트라우스의 오페라
- 살로메 (시) - 캐롤 안 더피 (The World's Wife collection) - JM Lim